# Masato Kawaguchi
Masato Kawaguchi (川口 正人 Kawaguchi Masato?, nacido el 18 de junio de 1981 en Tokio) es un exfutbolista japonés. Jugaba de defensa y su último club fue el Mitsubishi Mizushima de Japón.

## Trayectoria

### Clubes
| Club                  | País  | Año         |
| --------------------- | ----- | ----------- |
| Kyoto Purple Sanga    | Japón | 2000 - 2001 |
| Albirex Niigata       | Japón | 2002        |
| Otsuka Pharmaceutical | Japón | 2003 - 2004 |
| Mitsubishi Mizushima  | Japón | 2005 - 2009 |